# Epipremnum
Az Epipremnum az egyszikűek (Liliopsida) osztályának hídőrvirágúak (Alismatales) rendjébe, ezen belül a kontyvirágfélék (Araceae) családjába tartozó nemzetség. Magyarul futóka.

## Előfordulásuk
Az Epipremnum-fajok előfordulási területe a trópusi és szubtrópusi Ázsia, egészen a Csendes-óceán térségéig.

## Rendszerezés
A nemzetségbe az alábbi 15 faj tartozik:
- Epipremnum amplissimum (Schott) Engl. (1881)
- Hegyescsúcsú futóka (aranyos futóka) (Epipremnum aureum) (Linden & André) G.S.Bunting (1964)
- Epipremnum carolinense Volkens (1901)
- Epipremnum ceramense (Engl. & K.Krause) Alderw. (1920)
- Epipremnum dahlii Engl. (1898)
- Epipremnum falcifolium Engl. (1898)
- Epipremnum giganteum (Roxb.) Schott (1857)
- Epipremnum meeboldii K.Krause (1910)
- Epipremnum moluccanum Schott (1863)
- Epipremnum moszkowskii K.Krause (1911)
- Epipremnum nobile (Schott) Engl. (1879)
- Epipremnum obtusum Engl. & K.Krause (1916)
- Epipremnum papuanum Alderw. (1920)
- Epipremnum pinnatum (L.) Engl. (1908) - típusfaj
- Epipremnum silvaticum Alderw. (1920)

## Források

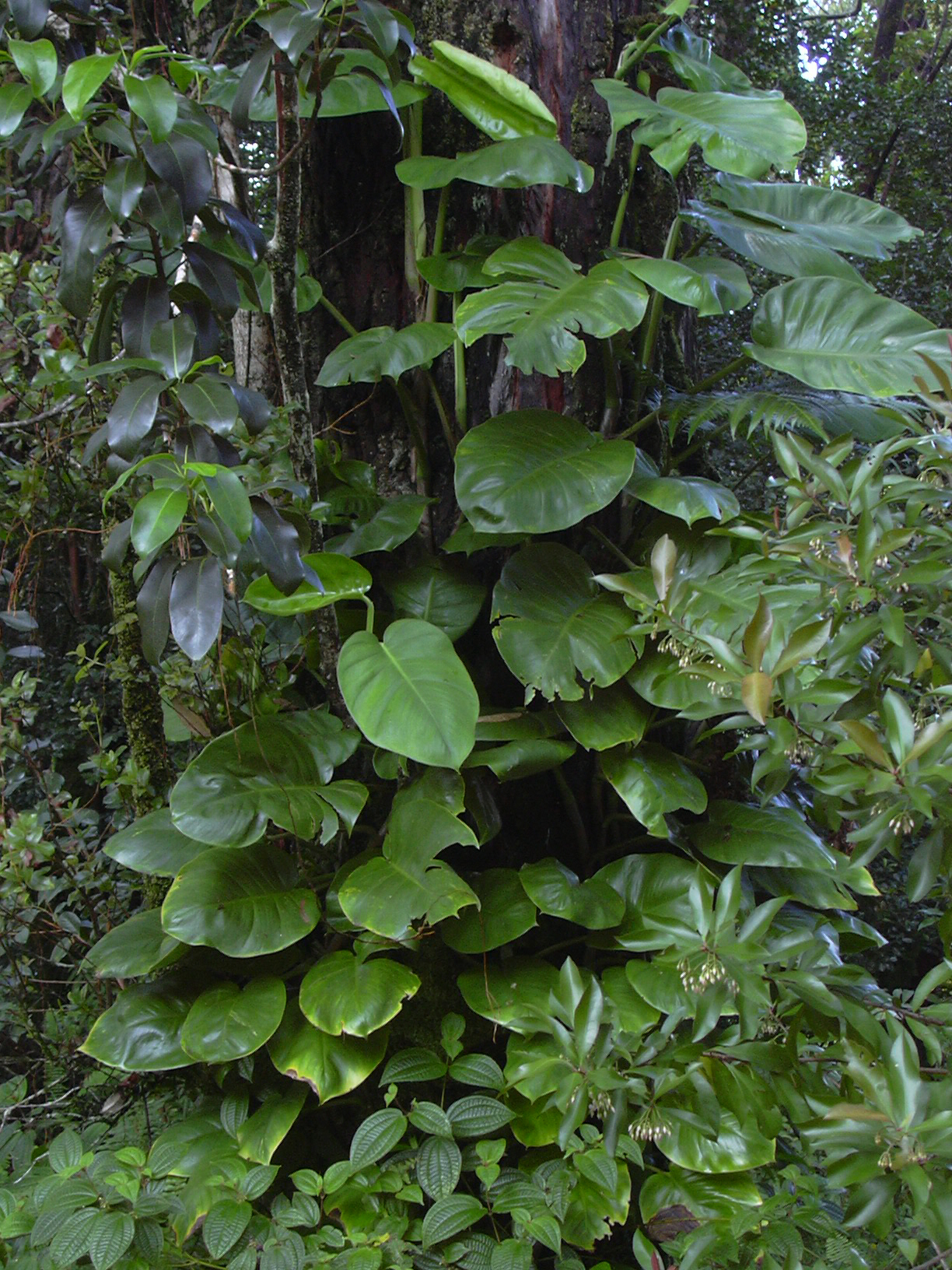
Epipremnum pinnatum